# 京都五花街合同公演
京都五花街合同公演（きょうとごかがいごうどうこうえん）、通称「都の賑い」（みやこのにぎわい）は、
平安遷都1200年を記念し、1994年から開催された京都五花街（祇園甲部・宮川町・先斗町・上七軒・祇園東）の
芸妓や舞妓が出演する舞踊公演。

## 沿革
第1回目は京都会館（現ロームシアター京都）で7月1日に開催されたが、
第4回目（1997年）からは6月中下旬に開催されるようになり、現在では6月の京都の風物詩となっている。
開催当初は京都市観光協会と京都花街組合連合会の主催で行われていたが、1996年からは京都伝統伎芸振興財団
（おおきに財団）の設立に伴い、同財団と京都市観光協会、京都花街組合連合会の共催で行われている。
公演のフィナーレを飾る「舞妓の賑い」は、五花街の舞妓20名（各花街4名ずつ）が出演し、
同一演目を各流派で披露するというこの公演ならではの呼び物となっている。

## 歴代開催日
| 回 | 年代   | 期間          | 会場                   | 備考 |
| -- | ------ | ------------- | ---------------------- | --- |
| 1  | 1994年 | 7月1日・2日   | 京都会館               | |
| 2  | 1995年 | 8月18日・19日 | 京都会館               | |
| 3  | 1996年 | 9月15日・16日 | 京都会館               | |
| 4  | 1997年 | 6月21日・22日 | 京都会館               | 「都の賑い」と名付けられる |
| 5  | 1998年 | 6月20日・21日 | 京都会館               | |
| 6  | 1999年 | 6月19日・20日 | 京都会館               | |
| 7  | 2000年 | 6月17日・18日 | 京都会館               | |
| 8  | 2001年 | 6月16日・17日 | 京都会館               | |
| 9  | 2002年 | 6月15日・16日 | 京都会館               | |
| 10 | 2003年 | 6月21日・22日 | 京都会館               | |
| 11 | 2004年 | 6月19日・20日 | 京都会館               | |
| 12 | 2005年 | 6月18日・19日 | 京都会館               | |
| 13 | 2006年 | 6月17日・18日 | 京都会館               | |
| 14 | 2007年 | 6月16日・17日 | 京都会館               | |
| 15 | 2008年 | 6月21日・22日 | 京都会館               | |
| 16 | 2009年 | 6月20日・21日 | 京都会館               | |
| 17 | 2010年 | 6月19日・20日 | 京都会館               | |
| 18 | 2011年 | 6月18日・19日 | 京都会館               | |
| 19 | 2012年 | 6月29日・30日 | 南座                   | 南座初開催となる |
| 20 | 2013年 | 6月22日・23日 | 南座                   | 20回開催記念特別演目として、祇園甲部の「祇園手打」と先斗町の「素囃子 鏡獅子」が披露される。 また、記念品として日本画家上村淳之画伯が描く日本手ぬぐいがプレゼントされる。 公演名が「京都五花街伝統芸能公演」となる |
| 21 | 2014年 | 6月28日・29日 | 南座                   | 公演名が「京都五花街合同公演」となる |
| 22 | 2015年 | 6月27日・28日 | 南座                   | |
| 23 | 2016年 | 6月25日・26日 | 祇園甲部歌舞練場       | |
| 24 | 2017年 | 6月24日・25日 | 京都芸術劇場「春秋座」 | |
| 25 | 2018年 | 6月16日・17日 | ロームシアター京都     | 25回開催記念品として日本画家上村淳之画伯が描く扇子がプレゼントされる |